# Johannes-Kepler-Gymnasium Garbsen
Das Johannes-Kepler-Gymnasium (JKG) ist eines von zwei Gymnasien in der Stadt Garbsen.
Das JKG wurde seit dem Bau 1968 mehrmals umgebaut und erweitert. Im Schuljahr 2006/07 kam eine Räumlichkeit hinzu, die sowohl als Kantine, aber auch als Aula dient.
Das JKG ist, von wenigen Ausnahmen abgesehen, vierzügig. In einzelnen Klassen gibt es Schüler mit einem sonderpädagogischen Unterstützungsbedarf. Seit 2014 gibt es eine Sprachlernklasse. Seit 2018 ist Thomas Göhmann der Schulleiter des Johannes-Kepler-Gymnasiums.

## Gebäude

Aula und Mensa SZ I

- Hauptgebäude: Im dreistöckigen Hauptgebäude sind die Klassen 5 bis 12 (13) untergebracht. Seit Anfang 2013 sind dann 4 fünfte Klassen und 2 sechste Klassen in die neugeschaffenen Räume der alten Bibliothek gezogen.
- Sporthallen: Für den sportlichen Unterricht gibt es eine große Halle mit Tribüne, die ungefähr den Maßen eines Handballfeldes entspricht, und eine weitere kleinere Halle. Außerdem  kann die äußere Sportanlage des Garbsenes SCs benutzt werden.
- Aula/Mensa: Seit dem Schuljahr 2006/2007 gehört zum Schulzentrum I eine Aula bzw. Mensa, die aber hauptsächlich vom Johannes-Kepler-Gymnasium benutzt wird. Neben dem warmen Mittagessen und dem musikalischen Unterricht in der Aula finden hier Konzerte oder Theaterinszenierungen statt.

## Angebote in der Sekundarstufe I
Im 5. und 6. Jahrgang gibt es jeweils eine Musikklasse, die verstärkten Musikunterricht hat und in der die Schüler ein Musikinstrument erlernen.
Im 6. Jahrgang können die Schüler zwischen Französisch, Latein und Spanisch wählen.
Im 7. und 8. Jahrgang können die Schüler ein bilinguales Sachfach wählen (7. Jg.: Geschichte; 8. Jahrgang: Biologie). Schüler der Jg. 6–10 können in den Osterferien an Förder- und Forderkursen des KeplerPowerCamps (Studenten unterrichten Schüler in kleinen Gruppen) teilnehmen.

## Sekundarstufe II
Die Klassen werden im 11. Jahrgang (Einführungsphase) neu zusammengesetzt. Schüler, die an anderen Schulen den Erweiterten Sekundarabschluss I erworben haben, können sich gern am JKG anmelden. Spanisch wird als neu beginnende Fremdsprache angeboten. Weiterhin findet eine traditionelle Berlinfahrt statt.
In den Jahrgängen 12 und 13 werden alle Profile angeboten: sprachliches P., künstlerisches P. (Kunst), gesellschaftswissenschaftliches P., naturwissenschaftliches P. und sportliches P. Im 13. Jg. nehmen die Schüler an einer Klassenfahrt teil.

## Ganztag
Das Johannes-Kepler-Gymnasium ist eine offene Ganztagsschule. Nach der Mittagspause können die Schüler der Jg. 5 und 6 an der Hausaufgabenbetreuung, am Förderunterricht, an AGs oder an offenen Angeboten teilnehmen. Das AG-Angebot umfasst unter anderem Fußball, Handball, Lego-Roboter, Orchester, Chor, Kreativ, Japanisch, Informatik.

## Fahrten
Klassen-  bzw. Kursfahrten finden in den Jahrgängen 6, 8, 11 und 13 statt. Zusätzlich gibt es die Möglichkeit, an Austauschprogrammen im Rahmen der Europaakademie und der folgenden Schulpartnerschaften teilzunehmen:
- Walled Lake Central High School, Detroit, USA
- Lycee S. Allende, Heroville St. Clair, Frankreich
- Voionmaan Lukio Jyväskylä, Finnland
- IES Diego Marín Aguilera, Burgos, Spanien

Mit allen vier Partnerschule wird ein reges Austauschprogramm befolgt. Die älteste Partnerschule ist die Walled Lake Central High School. Der Austausch mit dieser Schule besteht seit 1975 und wird in der Regel im Abstand von zwei Jahren wiederholt.